# Feltia herilis
Feltia herilis är en fjärilsart som beskrevs av Augustus Radcliffe Grote 1873. Feltia herilis ingår i släktet Feltia och familjen nattflyn. Inga underarter finns listade i Catalogue of Life.

## Bildgalleri

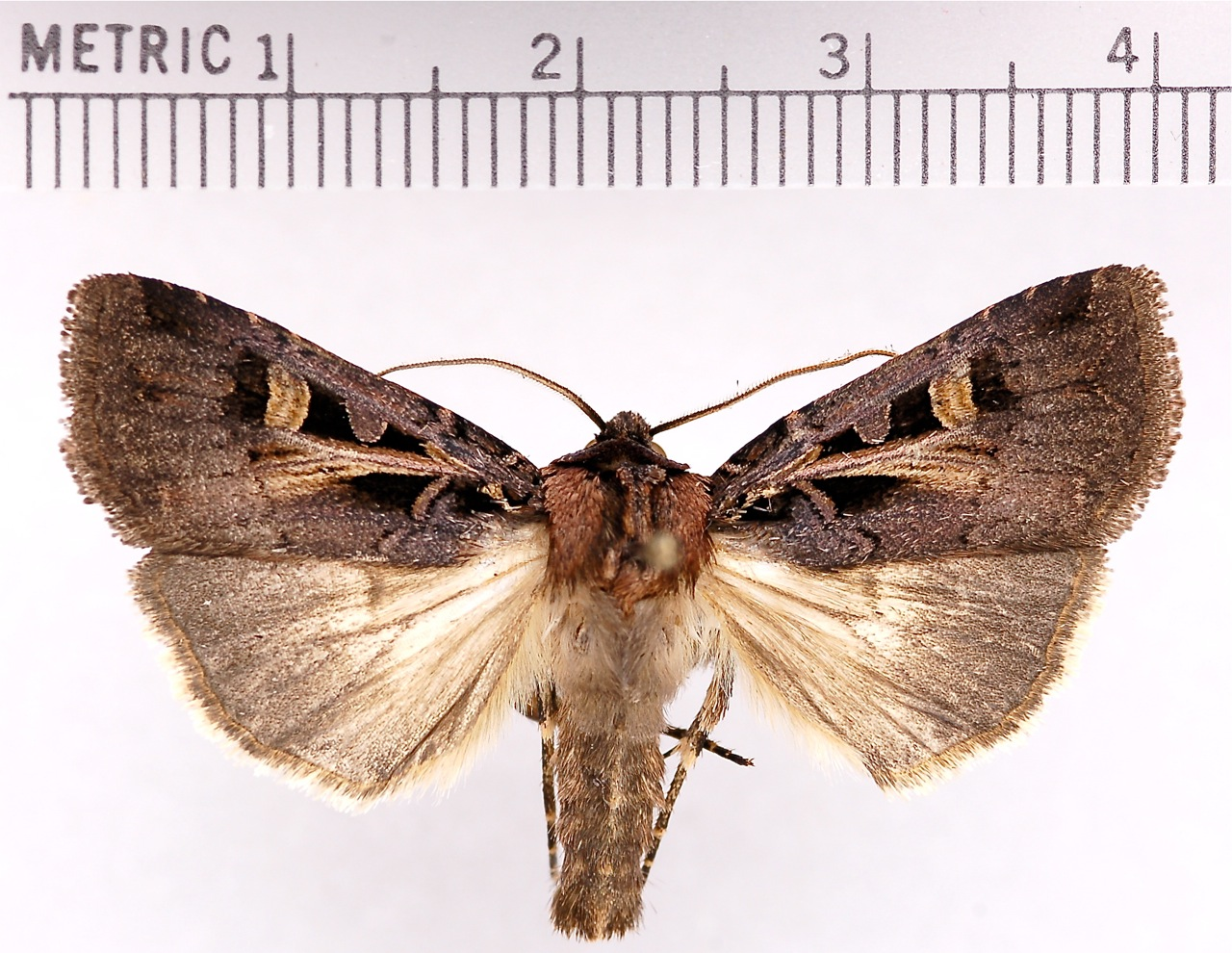